# Дум, Бернхард
Бернхард Дум (нем. Bernhard Duhm; 10 октября 1847, Бингум — 1 ноября 1928, Базель) — немецкий протестантский теолог и экзегет, профессор Ветхого Завета Гёттингенского и Базельского университетов.

## Биография
Родился в Бингуме 10 октября 1847 года. был старшим сыном пивовара Иоганнеса Дума (?—1906); мать, Фридерика Кнопф (1811—1853), была дочерью проповедника из Логабирума Лауардуса Кнопфа. Дело отца-пивовара продолжил младший брат Бернхарда, Лауардус Николаус.

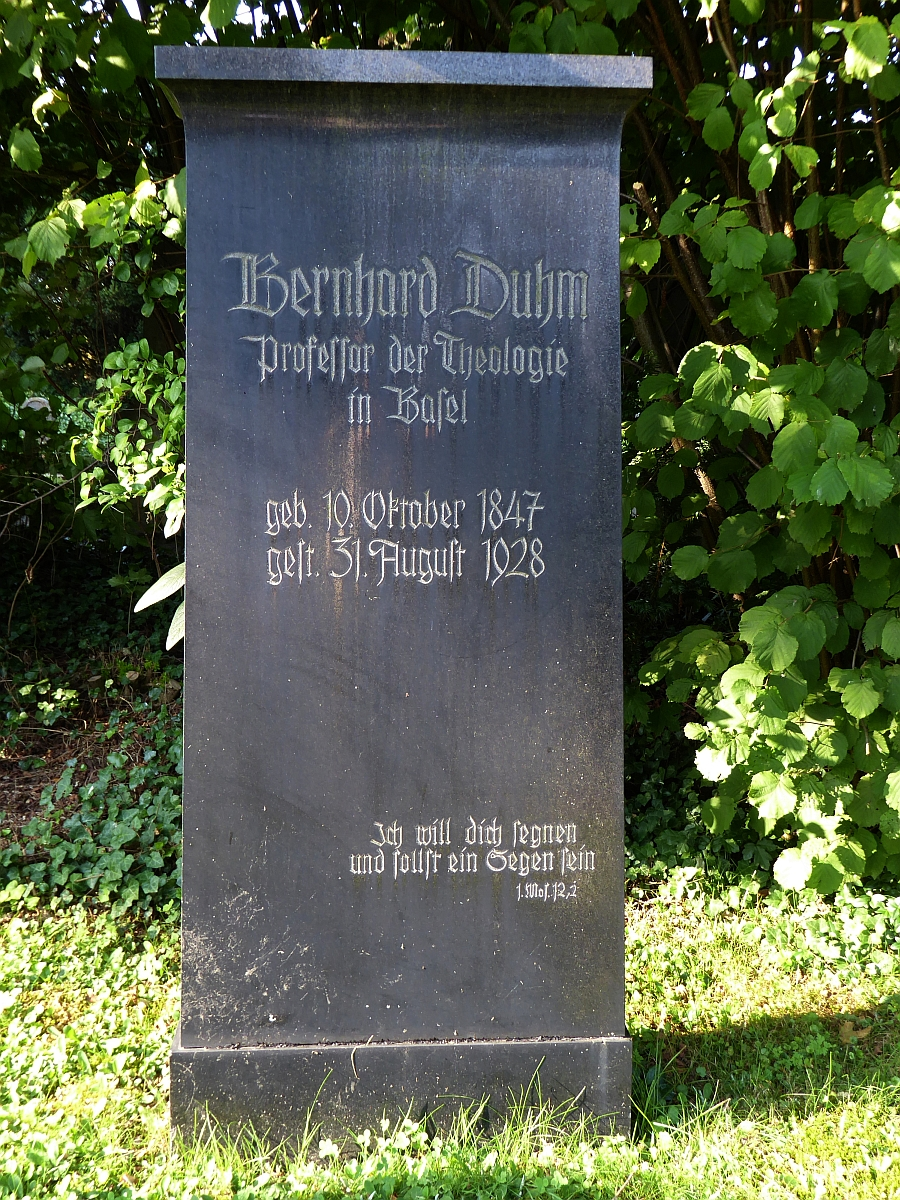
Могила Б. Дума

После окончания гимназии Ульрицианум в Аурихе, с 1867 по 1870 годы изучал в Гёттингенском университете теологию у Альбрехта Ричля, Генриха Эвальда и Юлиуса Велльгаузена. С 1871 года был репетитором в теологическом приюте, а с 1873 года стал преподавать на теологическом факультете в качестве приват-доцента; с 1877 года стал доцентом, затем профессором Ветхого Завета.
С 1888 года преподавал в Базельском университете. В 1896 году был ректором университета.
Бернхард Дюм был одним из самых важных и влиятельных исследователей Ветхого Завета своего времени. Среди его учеников был Йозеф Громадка. Его вклад в исследование пророков и сегодня остается новаторским. Из его трудов наиболее известны: «Die Theologie der Propheten», 1875; «Entstehung d. Alttest. Gotteswesenheit in Israel», переводы Псалмов и других библейских книг. Он первым высказался о множественности авторов Книги пророка Исайи; он разделил её на три раздела, созданных как минимум тремя разными авторами, которых именуют: Перво-Исаией, Второ-Исайей и Третье-Исайей. Отрицательная критика Дума Св. Писания дошла до того, что факт призвания финикийских зодчих Соломоном к участию в постройке храма послужила ему основанием к утверждению о непосредственном сходстве храма с финикийскими капищами солнца не только по внешнему виду, но и по внутреннему устройству, несмотря на то, что сохранившиеся изображения финикийских храмов на римских медалях доказывают противное.
Был женат на Хелене Буньес (нем. Helene Bunjes; 1853—1884).У них было три сына Ханс, Дитрих и Андреас, которые все были чемпионами Швейцарии по шахматам.
Погиб 1 ноября 1928 года в автомобильной аварии. Похоронен на кладбище Вольфготтезаккер.